# 光分
光分（英語：light-minute），符號lm，指光在真空中一分鐘所行走的距離，1光分等於17987547.48千米。

## 單位換算

### 光秒
- 1 光分 = 60 光秒

### 光時
- 1 光分 = {\displaystyle 1.667\times 10^{-2}\,} 光時

### 光年
- 1 光分 = {\displaystyle 1.903\times 10^{-6}\,} 光年

### 米
- 1 光分 = {\displaystyle 1.799\times 10^{10}\,} 米

### 公里
- 1 光分 = {\displaystyle 1.799\times 10^{7}\,} 公里

### 英里
- 1 光分 = {\displaystyle 1.118\times 10^{7}\,} 英里

### 碼
- 1 光分 = {\displaystyle 1.967\times 10^{10}\,} 碼